# Mudvayne (album)
Mudvayne je páté studiové album americké skupiny Mudvayne. Jeho vydání je stanoveno na 21. prosince 2009. Bylo produkováno Jeremy Parkerem. Obsah alba byl nahráván zároveň s albem The New Game. Skladba "Beautiful And Strange" byla uvolněna skupinou volně k poslechu na jejich MySpace stránce dne 7. října 2009.

## Seznam písní
1. "Beautiful and Strange" – 5:03
2. "1000 Mile Journey" – 5:56
3. "Scream With Me" – 2:52
4. "Closer" – 3:21
5. "Heard It All Before" – 6:05
6. "I Can't Wait" – 3:03
7. "Beyond the Pale" – 4:47
8. "All Talk" – 2:52
9. "Out to Pasture" – 5:47
10. "Burn the Bridge" – 3:36
11. "Dead Inside" – 4:55

## Účinkující
Mudvayne
- Chad Gray – zpěv
- Greg Tribbett – kytary
- Ryan Martinie – basa
- Matthew McDonough – bicí

Výroba a design
- Jeremy Parker – produkce
- Paul Booth – vedoucí designu